# ناحیه ایماترا
ناحیه ایماترا زیرمجموعه ای از کارلیای جنوبی و یکی از ناحیه‌ها در فنلاند از سال ۲۰۰۹ است.

## شهرداری‌ها
| نشان ملی            | شهرداری             |
| ------------------- | ------------------- |
| Imatran vaakuna     | ایماترا (شهر)       |
| Parikkalan vaakuna  | پاریککالا (شهرداری) |
| Rautjärven vakauna  | روتی‌یروی (شهرداری)  |
| Ruokolahden vaakuna | روکولاهتی (شهرداری) |